# Toxomerus elisa
Toxomerus elisa är en tvåvingeart som först beskrevs av Hull 1951.  Toxomerus elisa ingår i släktet Toxomerus och familjen blomflugor. Inga underarter finns listade i Catalogue of Life.